# Support Your Local Sheriff!
Support Your Local Sheriff! é um filme estadunidense de 1969 dos gêneros comédia e western, dirigido por Burt Kennedy e protagonizado por James Garner. O roteiro de William Bowers parodia clássicos do faroeste como High Noon e Rio Bravo. Walter Brennan faz um papel semelhante ao que interpretou no filme My Darling Clementine (1946).

## Elenco principal
- James Garner .... Jason McCullough
- Joan Hackett .... Prudy Perkins
- Jack Elam .... Jake
- Harry Morgan .... Olly Perkins
- Bruce Dern .... Joe Danby
- Walter Brennan .... Pa Danby
- Gene Evans .... Tom Danby
- Dick Peabody .... Luke Danby
- Henry Jones .... Henry Jackson
- Willis Bouchey .... Thomas Devery
- Walter Burke .... Fred Johnson

## Sinopse
A cidade de Calendar, na fronteira do Oeste americano (provavelmente no Colorado), é tumultuada quando um veio de ouro é descoberto no cemitério, durante um funeral. Inúmeros forasteiros para lá se dirigem, inclusive o misterioso Jason McCullough. Ele diz que está só de passagem, pois sua intenção é ir para a Austrália (talvez uma referência à Cólquida, da história de Jasão), mas resolveu garimpar um pouco de ouro. Ao se deparar com os preços inflacionados, Jason resolve se candidatar ao cargo de xerife. Os cidadãos influentes estão preocupados, pois os últimos xerifes fugiram ou foram mortos pela família Danby, que controla a saída da cidade e cobra pedágio dos garimpeiros. Jason não impressiona a primeira vista, mas ao exibir calmamente suas extraordinárias habilidades com os revólveres, imediatamente ganha o cargo. Assim, sem demora, ele prende um dos Danby, que acabara de matar um homem, e o leva para a cadeia em construção. Com a ajuda do bêbado Jake e da amalucada filha do prefeito, ele aguarda as tentativas de resgate por parte da família de criminosos.